# Champ profond de Hubble Sud
Pour les articles homonymes, voir Liste des champs profonds.

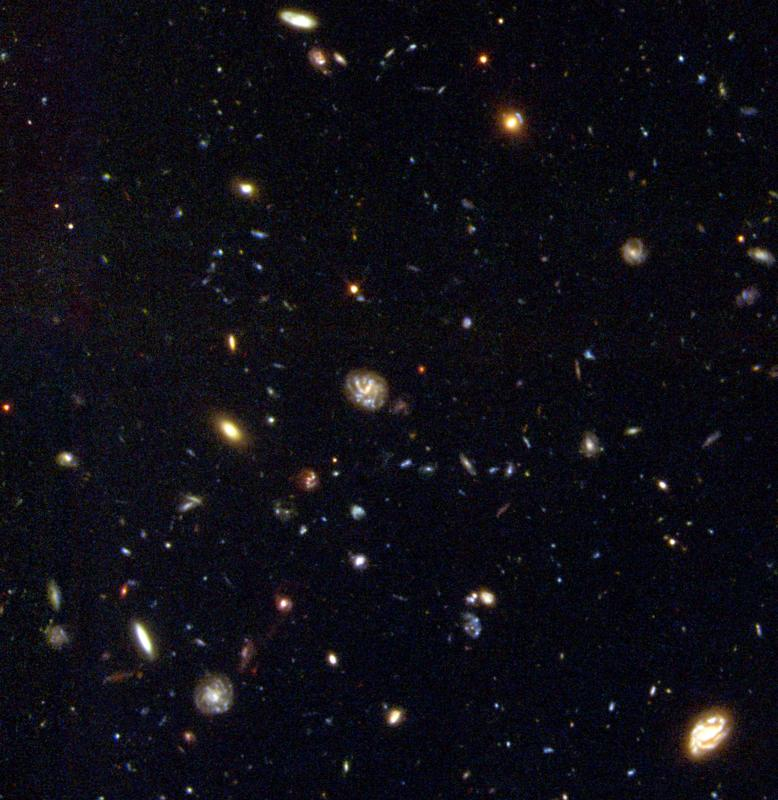
Le champ profond Sud de Hubble (image NASA/ESA).

Le champ profond Sud de Hubble (HDF-S, de l'anglais Hubble Deep Field South) est une image composite de plusieurs centaines d'images élémentaires prises en utilisant la caméra WFPC2 (Caméra planétaire et à large champ, en anglais Wide Field and Planetary Camera) du télescope spatial Hubble pendant dix jours répartis en septembre et octobre 1998. Elle faisait suite au grand succès réservé au Champ profond de Hubble original, le HDF-N (voir ci-dessous), qui avait facilité l'étude des galaxies extrêmement éloignées, et  particulièrement les étapes initiales de leur formation et de leur évolution. Pendant que la WFPC2 prenait des images optiques à très grande distance, les images des champs plus rapprochés étaient prises simultanément par les instruments STIS (Spectrographe imageur du télescope spatial) et NICMOS (Caméra pour l'infrarouge proche et spectromètre multi objet).

## Planification
La motivation en faveur de la réalisation d'une autre image d'un champ profond était de fournir aux observatoires de l'hémisphère sud une image optique de même profondeur de l'univers éloigné que celle qui avait été fournie pour l'hémisphère nord.
Le champ retenu se situait dans la constellation du Toucan à 22h 32m 56.22s d'ascension droite et -60° 33′ 02.69″ de déclinaison. Comme cela avait déjà été le cas pour le HDF-N (le champ profond de Hubble Nord), la zone ciblée avait été sélectionnée en sorte d'être aussi éloignée que possible du plan du disque de la Voie lactée qui contient une grande quantité de matière susceptible d'obscurcir l'image, et également en sorte de contenir aussi peu d'étoiles de la galaxie que possible. Cependant, le champ retenu est plus proche du plan du disque galactique que pour HDF-N, ce qui signifie qu'il contient plus d'étoiles de la galaxie. Il y a également une étoile brillante proche, de même qu'une source radio modérément puissante assez proche, mais dans ces deux cas, il a été décidé que cela ne compromettrait pas la poursuite des observations.
Comme avec le HDF-N, le champ sélectionné s'étend dans la zone de vision continue de Hubble (Continuous Viewing Zone=CVZ), cette fois-ci dans la direction du Sud, permettant de doubler la durée de visée à chaque orbite. À certaines époques de l'année, Hubble peut observer ce champ de façon continue, sans qu'il soit éclipsé par la Terre. La visée de ce champ présente cependant des inconvénients dus à la traversée de l'anomalie magnétique de l'Atlantique sud, et également au scintillement dû à la réverbération de la Terre pendant les heures du d'éclairage diurne. Cette dernière peut être évitée en utilisant, à ces moments-là, des instruments compatibles avec des sources de bruit plus importantes, par exemple les procédés de lecture CCD.
Comme pour le HDF-N, cette étude a également été affectée sur le temps discrétionnaire du Directeur.
Une image du champ a été prise brièvement les 30 et 31 octobre 1997, en vue de s'assurer que les étoiles-guides du champ était acceptables. Ces étoiles-guides constituaient une nécessité pour conserver HST pointé précisément sur la région durant l'observation elle-même.

## Observations
La stratégie d'observation pour HDF-S était similaire à celle de HDF-N, avec les mêmes filtres optiques utilisés pour les images de la caméra WFPC2 (isolant les longueurs d'onde de 300, 450, 606 et 814 nanomètres, et des temps d'expositions totaux similaires. Les expositions se sont succédé pendant dix jours entre septembre et octobre 1998[réf. nécessaire] à l'occasion d'un total de 150 orbites. Pendant que WFPC2 prenait des images optiques très profondes, les champs étaient simultanément imagés par les instruments STIS et NICMOS. Un certain nombre de champs voisins furent aussi observés pendant des périodes plus courtes.
Les images de WFPC2 mesuraient 5,3 arcminutes carrées alors que celles de NICMOS et STIS ne mesuraient que 0,7 arcminutes carrées.
| Caméra         | Filtre   | Longueur d'onde | Temps d'exposition total | Nombre de prises de vues |
| -------------- | -------- | --------------- | ------------------------ | ------------------------ |
| EN:WFPC2       | F300W    | 300 nm (U-band) | 140 400 s                | 106                      |
| WFPC2          | F450W    | 450 nm (B-band) | 103 500 s                | 67                       |
| WFPC2          | F606W    | 606 nm (V-band) | 99 300 s                 | 53                       |
| WFPC2          | F814W    | 814 nm (I-band) | 113 900 s                | 57                       |
| EN:NICMOS NIC3 | F110W    | 110 nm (J-band) | 162 600 s                | 142                      |
| NICMOS NIC3    | F160W    | 160 nm (H-band) | 171,200 s                | 150                      |
| NICMOS NIC3    | F222M    | 222 mm (K-band) | 105,000 s                | 102                      |
| EN:STIS        | 50CCD    | 350–950 nm      | 155 600 s                | 67                       |
| STIS           | F28X50LP | 550–960 nm      | 49 800 s                 | 64                       |
| STIS           | MIRFUV   | 150–170 nm      | 52 100 s                 | 25                       |
| STIS           | MIRNUV   | 160–320 nm      | 22 600 s                 | 12                       |
| Spectroscopie  | G430M    | 302.2–356.6 nm  | 57 100 s                 | 61                       |
| Spectroscopie  | G140L    | 115–173 nm      | 18 500 s                 | 8                        |
| Spectroscopie  | E230M    | 227.8–312 nm    | 151 100 s                | 69                       |
| Spectroscopie  | G230L    | 157–318 nm      | 18 400 s                 | 12                       |

Comme pour le HDF-N, les images étaient traitées en utilisant une technique appelée drizzling photometry avec laquelle le pointage du télescope est très peu modifié entre chaque pose, et les images résultantes sont combinées par l'utilisation de techniques sophistiquées. Ceci permet d'obtenir une résolution angulaire supérieure à celle qu'il aurait été possible d'obtenir autrement. Les mouvements de translation du télescope se déroulèrent convenablement durant la période des prises de vue. Cependant, durant les travaux de spectroscopie, la position du télescope a dû être modifiée par des rotations de faible importance, au lieu d'être repointée de façon que le centre de l'instrument STIS soit conservé sur le centre d'un quasar. L'image finale du HDF-S a une échelle de pixels de 0,0398 arcseconde[réf. nécessaire].

## Contenus du HDF-S
Le principe cosmologique affirme qu'aux grandes échelles, l'univers est homogène et isotrope, ce qui signifie qu'il a le même aspect dans toutes les directions. Le HDF-S devait donc ressembler très fortement au HDF-N, et ce fut effectivement le cas, avec de grands nombres de galaxies visibles présentant la même gamme de couleurs et de morphologies que celles visibles dans le HDF-N[réf. nécessaire] ainsi qu'un nombre de galaxies très comparable dans chacun des deux champs.
Une différence avec le HDF-N est que le HDF-S inclut un quasar connu, J2233-606, ayant un décalage vers le rouge d'une valeur de 2,24, découvert durant la recherche du champ-cible. Le quasar fournit une preuve de présence de gaz le long de la ligne de visée où des objets de premiers plans sont également observés. ce qui permet une investigation dans l'association des galaxies avec des caractéristiques d'absorption. L'inclusion d'un quasar dans le champ du HDF-N avait un temps été envisagée, mais l'idée avait été abandonnée, l'augmentation du nombre de galaxies correspondant à la présence du quasar pouvant introduire un biais dans le décompte des galaxies, et également parce qu'aucun quasar ne se situait à un emplacement favorable. Pour le champ Sud, cependant, une erreur de décompte n'engendrait pas de réelle difficulté, le décompte du HDF-N étant déjà connu.

## Résultats scientifiques
Comme pour le HDF-N, l'imagerie du HDF-S a fourni une riche récolte aux cosmologistes. De nombreuses études du HDF-S ont confirmé les résultats obtenus sur le champ Nord, tels que le taux de formation d'étoiles au long de la durée de vie de l'univers. Le HDF-S a également été énormément utilisé dans les études sur l'évolution des galaxies avec le temps, que ce soit à la suite de processus internes, ou à l'occasion des rencontres avec d'autres galaxies[réf. nécessaire].

## Poursuite des observations
À la suite des observations du HDF-S, le champ a également été étudié dans les gammes de fréquences UV/optiques/infrarouge, par l'observatoire anglo-australien (AAO), l'Observatoire inter-américain du Cerro-Tololo et l'Observatoire européen austral (ESO). Dans les infrarouges moyens, il a été étudié par l'observatoire ISO (Infrared Space Observatory), et les observations radio furent réalisées à l'aide du Australia Telescope National Facility